# Stanislav Lopuhov
Stanislav Lopuhov (n. 27 noiembrie 1972, Kaluga, RSFS Rusă, URSS) este un înotător rus, medaliat olimpic. A participat la o ediție a Jocurilor Olimpice (1996) în care a câștigat o medalie de argint.

## Participări
Lista de mai jos prezintă principalele competiții la care a participat Stanislav Lopuhov de-a lungul carierei.
- swimming at the 1996 Summer Olympics – men's 4 × 100 metre medley relay[*]